# بلدة مابل غروف (مقاطعة مانيستي)
مابل غروف، مقاطعة مانيستي (بالإنجليزية: Maple Grove Township, Manistee County, Michigan)‏ هي بلدة تقع بولاية ميشيغان في الولايات المتحدة. تبلغ مساحتها 92.6 (كم²)، وترتفع عن سطح البحر 228 م، بلغ عدد سكانها 1285 نسمة في عام تعداد الولايات المتحدة 2000 حسب إحصاء مكتب تعداد الولايات المتحدة وتصل الكثافة السكانية فيها 13.9 نسمة/كم2.

## وصلات خارجية
- The US50 - Cities and Towns in Michigan State
- Michigan Cities and Towns, Facts, Map, Flag, Colleges, Government, and More